# Isla Omey
La isla de Omey (en inglés, Omey Island; en irlandés, Iomaidh) es una isla mareal ubicada cerca de Claddaghduff en el extremo occidental de Connemara en el condado de Galway, República de Irlanda. Desde el interior la isla no llama la atención y está casi escondida. Es posible conducir o pasear cruzando una larga franja arenosa a la isla siguiendo las señales con flechas. Con la marea alta, el agua es suficientemente profunda para cubrir un coche.

## Herencia monástica
Desde principios hasta mediados del los noventa un grupo de arqueólogos comenzaron a estudiar la herencia monástica de la isla, largamente conocido por ser el lugar de un monasterio y asentamiento fundado por el prodigioso Féchín de Fore. De hecho, su nombre proviene del irlandés Iomaidh Feichín que significa cama o asiento de Feichín.
La excavación dio nuevas perspectivas sobre la vida del primer cristianismo en Irlanda e incluyó uno de los pocos enterramientos conocidos de una mujer dentro de un cmenterio monástico. El lugar se cree que data desde principios del siglo VI.
La isla de Omey es un lugar de devoción a san Feichín hasta la actualidad, con un pozo sagrado situado ejunto al borde occidental y otros monumentos de piedad significados, incluyendo la antigua ciudad que existe aún - con la mayoría de sus vastas piedras aún en su lugar (habiendo estado enterrado durante siglos en arena hasta que el párroco se puso a ello, con la ayuda de gente local, excavaron la zona alrededor de él.
San Feichín es conocido por haber establecido muchas de tales comunidades cruzando el occidente de Irlanda y se considera una de las más importantes de los primeros fundadores de la rica tradición de cristianismo irlandés.

## Habitantes y visitantes

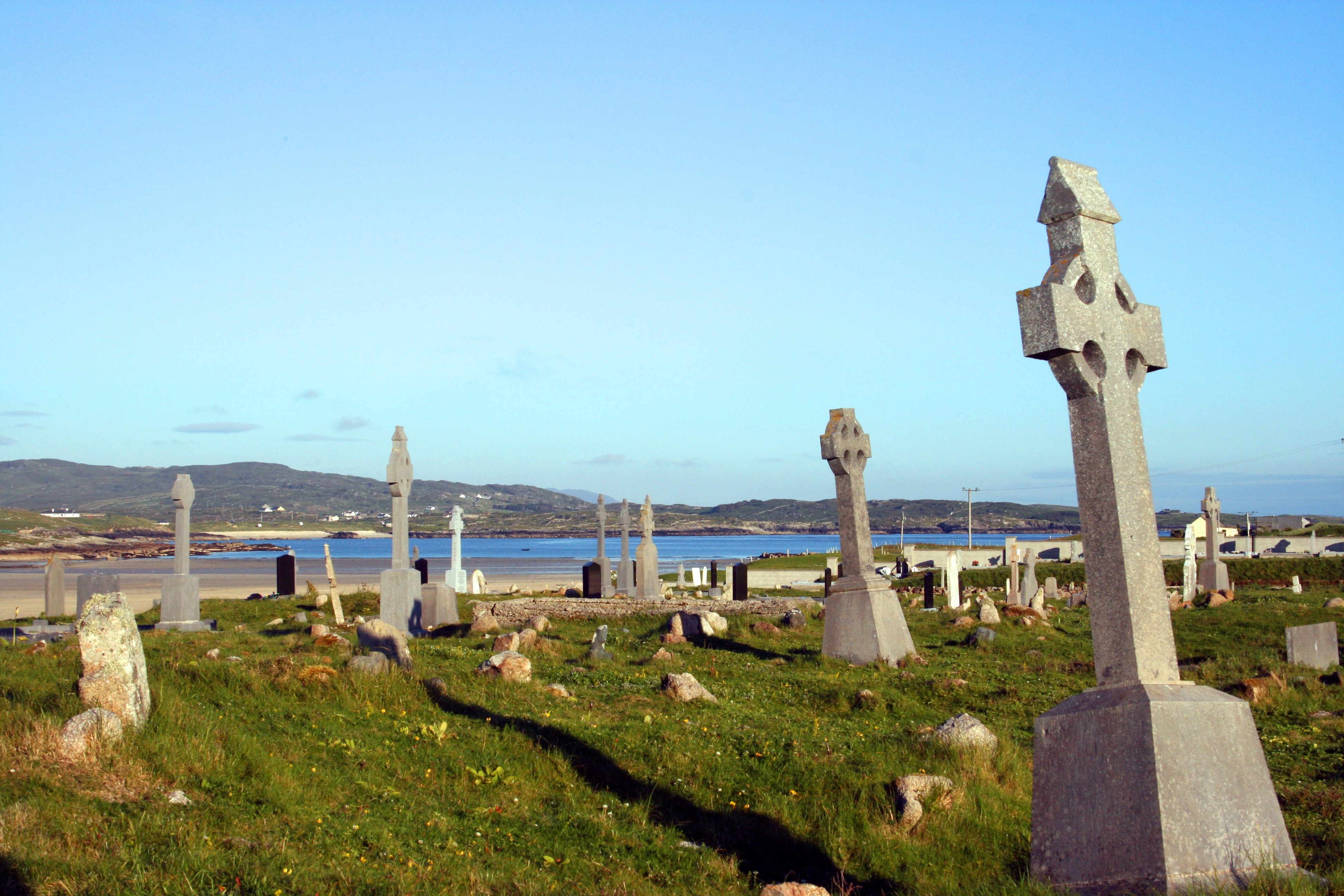
Cementerio de la isla de Omey, con cruces celtas, y una vista sobre el agua hacia las colinas, fotografía de 10 de julio de 2007.

La población de la isla ha disminuido drásticamente de su máximo cuando cientos de personas vivieron aquí a principios del siglo XIX. De hecho, durante más de diez años (hasta tiempos recientes) el único habitante a tiempo completo fue el anterior especialista y luchador Pascal Whelan.[cita requerida] El poeta irlandés Richard Murphy vivió durante algún tiempo en la isla de Omey, donde construyó un retiro octogonal que aún existe.[cita requerida] En 2003 el artista irlandés Sean Corcoran dijo haber sido testigo de una extrfaña criatura en el lago parecido a un Dobhar-chu/Master Otter.